# Cerotelion striatum
Cerotelion striatum är en tvåvingeart som först beskrevs av Gmelin 1790.  Cerotelion striatum ingår i släktet Cerotelion, och familjen platthornsmyggor. Enligt den finländska rödlistan är arten starkt hotad i Finland. Arten är reproducerande i Sverige. Artens livsmiljö är naturlundskogar.